# Enxerto gengival livre
Um enxerto gengival livre é um tipo de enxerto gengival realizado para corrigir deficiências adquiridas no tecido gengival ao redor de dentes ou implantes dentários . Além dos tecidos autólogos, matrizes de colágeno xenogênico são utilizadas para aumento gengival após a realização de implantes dentários.